# كتاب الآثار
كتاب الآثار هو أحد كتب الأحاديث النبوية السابقة التي جمعها الإمام محمد الشيباني (132 هـ - 189 هـ)، تلميذ الإمام أبي حنيفة. ينسب تأليف هذا الكتاب أحيانا للإمام أبي حنيفة.

## وصف
يحتوي الكتاب على ما يقرب من 1000 حديث وفقًا للمكتبة الشاملة. يعد أحد أقدم كتب الحديث النبوي المكتوب. يحتوي الكتاب على العديد من الأحاديث التي تتصل مباشرة بالنبي الإسلامي محمد صلى الله عليه وسلم بينما البعض الآخر هو روايات الصحابة. كما نُسبت بعض أحاديثه إلى طلاب الصحابة.

## المنشورات
نشرت عدة دور نشر الكتاب حول العالم منها:
- الآثار للإمام أبي حنيفة. النشر: دار نشر تراث (25 تشرين الثاني / نوفمبر 2006)[3]
- الآثار لمحمد بن الحسن. النشر: لجنة إحياء المعارف النعمانية بحيدر آباد (١٣٩٥ ه)[4]

يضم الكتاب جزئين مقسمة كما يلي:
- باب الوضوء
- باب ما يجزي في الوضوء من سؤر الفرس والبغل والحمار والسنور
- باب المسح على الخفين
- باب الوضوء مما غيرت النار
- باب ما ينقض الوضوء من القبلة والقلس
- باب الوضوء من مس الذكر
- باب ما لا ينجسه شيء؛ الماء والأرض والجسد وغير ذلك
- باب الوضوء لمن به قروح أو جدري أو جراح
- باب التيمم
- باب أبوال البهائم وغيرها
- باب الاستنجاء
- باب مسح الوجه بعد الوضوء بالمنديل وقص الشارب
- باب السواك
- باب وضوء المرأة ومسح الخمار
- باب الغسل من الجنابة
- باب غسل الرجل والمرأة من إناء واحد من الجنابة
- باب غسل المستحاضة والحائض
- باب الحائض في صلاتها
- باب النفساء والحبلى ترى الدم
- باب المرأة ترى في المنام ما يرى الرجل
- باب الأذان
- باب مواقيت الصلاة
- باب الغسل يوم الجمعة والعيدين
- باب افتتاح الصلاة، ورفع الأيدي، والسجود على العمامة
- باب الجهر بالقراءة
- باب التشهد
- باب الجهر ببسم الله الرحمن الرحيم
- باب القراءة خلف الإمام وتلقينه
- باب إقامة الصفوف وفضل الصف الأول
- باب الرجل يؤم القوم أو يؤم الرجلين
- باب من صلى الفريضة
- باب الصلاة تطوعا
- باب الصلاة في الطاق
- باب تسليم الإمام وجلوسه
- باب فضل الجماعة، وركعتي الفجر
- باب من صلى وبينه وبين الإمام حائط أو طريق
- باب مسح التراب عن الوجه قبل فراغ الإمام من الصلاة
- باب الصلاة قاعدا والتعمد على شيء أو يصلي إلى سترة
- باب الوتر وما يقرأ فيها
- باب من سمع الإقامة، وهو في المسجد
- باب من سبق بشيء من صلاته
- باب من صلى في بيته بغير أذان
- باب ما يقطع الصلاة
- باب: الرعاف في الصلاة، والحدث
- باب ما يعاد من الصلاة وما يكره منها
- باب الرجل يجد البلل في الصلاة
- باب القهقهة في الصلاة وما يكره فيها
- باب النوم قبل الصلاة وانتقاض الوضوء منه
- باب صلاة المغمى عليه
- باب السهو في الصلاة
- باب من يسلم على قوم في الخطبة أو في الصلاة
- باب تخفيف الصلاة
- باب الصلاة في السفر
- باب صلاة الخوف
- باب صلاة من خاف النفاق
- باب تشميت العاطس
- باب: صلاة يوم الجمعة والخطبة
- باب صلاة العيدين
- باب خروج النساء في العيدين ورؤية الهلال
- باب من يطعم قبل أن يخرج إلى المصلى
- باب التكبير في أيام التشريق
- باب السجود في ص
- باب القنوت في الصلاة
- باب المرأة تؤم النساء، وكيف تجلس في الصلاة
- باب صلاة الأمة
- باب صلاة الكسوف
- باب الجنائز، وغسل الميت
- باب غسل المرأة وكفنها
- باب الغسل من غسل الميت
- باب حمل الجنائز
- باب الصلاة على الجنازة
- باب إدخال الميت القبر
- باب الصلاة على جنائز الرجال والنساء
- باب المشي مع الجنازة
- باب تسنيم القبور وتجصيصها
- باب من أولى بالصلاة على الجنازة
- باب استهلال الصبي والصلاة عليه
- باب غسل الشهيد
- باب زيارة القبور